# 情熱の花 (EXILEの曲)
「情熱の花」（じょうねつのはな）は、EXILEの45枚目のシングル。2015年3月4日にrhythm zoneから発売。

## 概要
前作「NEW HORIZON」から8カ月ぶりのシングル。「CD+DVD」「CDのみ」「ミュージックカード（18種）」の3形態で発売。
本作はグループにとって初のフラメンコ調の楽曲、テーマは“男性目線で語る禁断の恋”、2008年の作品「Ti Amo」のアンサーソング。
ミュージックビデオでは赤い衣装を身にまとった18人がパフォーマンスを披露するなど、楽曲のテーマをメンバー自らが表現している。また、ミュージックビデオには、ダンサー菅原小春がダンスで出演している。

## 収録曲

### CD
1. 情熱の花 [4:24]
作詞：ATSUSHI / 作曲：沖仁 / 編曲・ストリングスアレンジ：中野雄太
  - 日本テレビ系『スッキリ!!』2015年3月度エンディングテーマ[6]
2. 情熱の花（Instrumental）

### DVD
1. 情熱の花（Video Clip）